# Základní frekvence

250px[Vibrace a stojaté vlnění na struně, základní frekvence a první šest vyšších harmonických

Základní frekvence je nejnižší frekvence periodického průběh signálu. V hudbě je základní tón (fundament) nejnižší vnímaný tón, který je přítomný. V termínech superpozice sinusových signálů (ve Fourierově řadě) je základní frekvence nejnižší frekvencí sinusového průběhu v součtu. Základní frekvence se obvykle označuje f0 (nebo FF), jako první frekvence při číslování od nuly. Někdy se používá zkratka f1, jako první harmonická. (Druhá harmonická je pak f2 = 2⋅f1, atd. Při tomto zápisu by nultá harmonická byla 0 Hz.)
| „ | Protože základní frekvence je nejnižší frekvence, a je také vnímána jako nejhlasitější, sluch ji identifikuje jako určitou výšku tónu [harmonické spektrum].... Lidský sluch nevnímá jednotlivé složky samostatně, ale smíchané do jednoho tónu. | “ |

## Vysvětlení
Všechny sinusové a mnoho nesinusových průběhů jsou periodické, což znamená, že se určitý průběh signálu po určitém době přesně opakuje. Jestliže okamžitou hodnotu signálu v čase {\displaystyle t} označíme {\displaystyle x(t)}, pak je perioda signálu libovolné {\displaystyle T}, pro které platí:
{\displaystyle x(t)=x(t+T){\text{ pro každé }}t\in \mathbb {R} }
To znamená, že pro úplný popis signálu postačuje tato rovnice a definice hodnot tvaru vlny v libovolném intervalu délky {\displaystyle T}.
Průběh signálu lze popsat pomocí jakéhokoli celočíselného násobku této základní periody. Nejmenší perioda, pomocí které lze úplně popsat průběh signálu, je perioda odpovídající základní frekvenci. Základní frekvence je její převrácená hodnota:
{\displaystyle f_{0}={\frac {1}{T}}}

Základní frekvence F0 při kmitání vzduchového sloupce v trubici s uzavřeným levým koncem

Protože perioda se měří v časových jednotkách, je rozměr frekvence 1/čas. Pokud se čas měří v sekundách, frekvence je v cyklech za sekundu, {\displaystyle s^{-1}}, zpravidla nazývaných Hertz.

Základní frekvence F0 při kmitání vzduchového sloupce v trubici s uzavřeným pravým koncem

Pro válcovou dutinu délky {\displaystyle L} s jedním koncem uzavřeným a druhým koncem otevřeným je vlnová délka základní frekvence {\displaystyle 4L\mathrm {,} } jak ukázují první dvě animace. Odtud
{\displaystyle \lambda _{0}=4L.}
Odtud můžeme pomocí vztahu
{\displaystyle \lambda _{0}={\frac {v}{f_{0}}}},
kde {\displaystyle v} je rychlost vlny, spočítat základní frekvenci z rychlosti vlny a délky dutiny:
{\displaystyle f_{0}={\frac {v}{4L}}.}

Základní frekvence F0 při kmitání vzduchového sloupce v trubici s uzavřenými oběma konci

Pokud má dutina oba konce uzavřené nebo oba otevřené jako na dalších dvou animacích, bude vlnová délka základní frekvence {\displaystyle 2L}. Stejnou metodou jako výše lze určit základní frekvenci:
{\displaystyle f_{0}={\frac {v}{2L}}.}
Při 20 °C je rychlost zvuku ve vzduchu 343 m/s. Rychlost zvuku závisí na teplotě; při zvýšení teploty o jeden stupeň Celsia se rychlost zvuku zvyšuje o 0,6 m/s.
Rychlost zvukové vlny při různých teplotách:
- v = 343,2 m/s při 20 °C
- v = 331,3 m/s při 0 °C

## V hudbě
V hudbě je základní frekvence výška tónu, která je vnímána jako nejnižší přítomná složka. Základní frekvence může být dána vibrací celé délky struny nebo vzduchového sloupce nebo vyšší harmonické vybrané hráčem. Základní frekvence je jednou z harmonických. Harmonická je jakýkoli člen harmonické řady, což je ideální řada frekvencí, které jsou celočíselnými násobky společné základní frekvence. I základní frekvence je považována za harmonickou složku, protože je jednonásobkem sebe sama.
Základní frekvence je frekvence kmitů celé vlny. Vyšší složky jsou ostatní sinusové složky přítomné ve frekvenci nad základní frekvencí. Všechny frekvenční složky, které vytvářejí celkový tvar vlny, včetně základní frekvence a vyšších harmonických, se nazývají složky a dohromady tvoří harmonickou řadu. Vyšší složky, které jsou přesně celočíselnými násobky základní frekvence se nazývají harmonické složky. Vyšší složka, která je blízko, ale ne přesně rovna harmonické, se někdy nazývá částečně harmonická, ale často se jednoduše označuje jako harmonická. Někdy zvuk obsahuje vyšší složky, které nejsou blízko harmonických a nazývají se složky nebo neharmonický svrchní tóny.
Základní frekvenci považujeme za první harmonickou a první složku. Číslování složek a harmonických je pak obvykle stejné; druhá složka je druhá harmonická, atd. Pokud však existují neharmonické složky, číslování se již neshoduje. Vyšší složky jsou číslované, protože se vyskytují nad základní frekvencí. Takže striktně řečeno, první vyšší harmonická je druhá složka (a obvykle druhá harmonická). Protože toto může vést k nedorozumění, bývají pomocí čísel označovány pouze harmonické složky a vyšší harmonické a složky jsou popsány svými vztahy k těmto harmonickým.

## Mechanické systémy
Uvažujme pružinu upevněnou na jednom konci s hmotou připevněnou na druhém konci; celek tvoří oscilátor s jedním stupněm volnosti. Pokud jej uvedeme do pohybu, bude kmitat na své přirozené frekvenci. Oscilátor s jedním stupněm volnosti tvoří systém, v němž lze pohyb popsat jednou souřadnicí, jehož přirozená frekvence závisí na dvou vlastnostech systému: hmotě a tuhosti; (pokud je systém netlumený). Úhlovou frekvenci ωn lze vyjádřit pomocí rovnice
{\displaystyle \omega _{\mathrm {n} }^{2}={\frac {k}{m}}\,}
kde

k je tuhost pružiny

m je hmotnost 

ωn je úhlová frekvence (v radiánech za sekundu)
Z úhlové frekvence lze získat přirozenou frekvenci fn prostým vydělením ωn číslem 2π. Pokud nechceme použít úhlovou frekvenci, lze přirozenou frekvenci zapsat takto:
{\displaystyle f_{\mathrm {n} }={\frac {1}{2\pi }}{\sqrt {\frac {k}{m}}}\,}
kde

fn = přirozená frekvence v hertzech (cyklech/sekundu)

k = tuhost pružiny (Newton/metr nebo N/m)

m = hmotnost (kg) 

Při provádění modální analýzy struktur a mechanických zařízení se frekvence prvního módu nazývá základní frekvence.